# Гаррах, Карл фон
Карл фон Гаррах (нем. Karl von Harrach; 1570, Рорау — 16 мая 1628, Прага), граф фон Гаррах цу Рорау, барон цу Пругг унд Пюренштейн — австрийский государственный деятель и дипломат.

## Биография
Второй сын барона Леонарда V фон Гарраха и графини Марии Якобы фон Гогенцоллерн.
В 1590 году он нес флаг эрцгерцогства Австрии на торжественных похоронах эрцгерцога Карла Штирийского. Камергер эрцгерцога Эрнста, в ноябре 1591 года он отпраздновал бракосочетание с Марией Элизабет, дочерью губернатора Штирии барона Макса фон Шраттенбаха. Эрцгерцогиня Мария была хозяйкой, эрцгерцоги Эрнст и Матиас приехали в Грац специально для участия в этой свадьбе.
После учебы он совершил несколько поездок по Европе и в 11 августа 1595 стал правительственным советником Нижней Австрии и обершталмейстером. В 1601 году он стал гофкаммерратом. Прослужил год в Нидерландах, затем вернулся в Австрию, участвовал в кампаниях в Венгрии во время Долгой войны. Консультировал по вопросу основания соляных заводов в Верхней Австрии, в споре между императором Рудольфом II и его братом Матиасом и войне против Венеции. При Матиасе был тайным советником и камергером.
В 1614—1617 годах был послом при различных германских дворах, в 1618 году был послом в Венеции, где провел переговоры об исполнении Мадридского мира от 26 сентября 1617 в отношении ускоков. в 1620 году имперским послом и министром при дворе Максимилиана Баварского.
Высказался за избрание Фердинанда II императором. После победы при Белой горе получил конфискованные владения в Богемии и стал имперским государственным министром и конференц-министром. Дипломом от 6 ноября 1627 был возведен в ранг имперского графа, а владение Рорау стало графством, после чего 27 января 1628 был основан майорат в Праге.
По просьбе императора в 1628 году был пожалован Филиппом IV в рыцари ордена Золотого руна.
Наряду с Гансом Ульрихом фон Эггенбергом он был одним из самых влиятельных советников императора в 1620-х годах, участвовал в Регенсбургком рейхстаге в 1622 году, покровительствовал фельдмаршалу Альбрехту фон Валленштейну, который был женат на его дочери.
Граф фон Гаррах умер 16 мая 1628 в Праге, где в то время находился при императорском дворе. Тело было доставлено в Вену и погребено в семейном склепе Гаррахов в церкви августинцев. Гаррах был любимцем Фердинанда II, который неоднократно подчеркивал его предприимчивость, прозорливость и отвагу, но особенно подчеркивал его лояльность и честность.

## Семья
Жена (24.11.1591): Мария Элизабет фон Шраттенбах, дочь барона Макса фон Шраттенбаха
Дети:
- Мария Якоба (р. 1593, ум. юной)
- Граф Леонард VII (4.06.1594—30.06.1645). Жена (28.06.1620): принцесса Мария Франциска фон Эггенберг
- Максимилиан (р. 1595, ум. юным)
- Сусанна (1597—1598)
- Эрнст Адальберт (4.11.1598—25.10.1667), кардинал, архиепископ Праги
- Катарина (10.11.1599—22.08.1640). Муж (20.05.1618): граф Максимилиан фон Вальдштейн (ум. 1655), двоюродный брат Валленштейна
- Мария Элизабет Терезия Катарина (28.09.1601—23.05.1655). Муж (9.06.1623): Альбрехт фон Вальдштейн (ум. 1634), герцог Фридландский
- Констанция (1604—?), монахиня в Вене
- Франциска (р. 1607, ум. юной)
- Мария Максимилиана (1608—1662). Муж 1) (1627): граф Адам Трчка фон Липа (ум. 1634); 2): граф Иоганн Вильгельм фон Шерфенберг
- Граф Отто Фридрих (2.09.1610—7.05.1635). Жена (7.10.1635): Лавиния Гонзага (ум. 1639)
- граф Иоганн Карл (1612—1634)
- граф Франц Альбрехт (25.11.1614—23.05.1666). Жена: баронесса Анна Магдалена Йоргер фон Толлет (12.09.1619 — после 1666), дочь барона Хельмгарда Йоргера фон Толлета и Марии Магдалены фон Польхейм
- граф Максимилиан (1615—1633)